# Episodi di Inuyasha: The Final Act

Inuyasha e Kagome al pozzo mangiaossa

La serie Inuyasha: The Final Act (犬夜叉 完結編?, Inuyasha Kanketsu-hen) comprende un totale di 26 episodi. La regia generale degli episodi è a cura di Yasunao Aoki e sono prodotti da Yomiuri TV e Sunrise. Gli episodi sono adattati dal manga Inuyasha di Rumiko Takahashi, e più precisamente agli eventi narrati dal capitolo 359 al 558 dei volumi 37-56. La serie, caratterizzata da una grande rapidità e da molte parti tagliate dal manga, è andata in onda in Giappone dal 3 ottobre 2009 al 29 marzo 2010 su Yomiuri TV, mentre l'edizione italiana è stata trasmessa su MTV dal 13 novembre 2010 al 5 febbraio 2011.

## Lista episodi
La prima numerazione degli episodi tiene conto dei 167 episodi della serie precedente. La seconda è la numerazione ufficiale della sola seconda serie.
| N°  | N° | Titolo italiano Giapponese 「Kanji」 - Rōmaji | In onda          | In onda          |
| N°  | N° | Titolo italiano Giapponese 「Kanji」 - Rōmaji | Giapponese       | Italiano         |
| 168 | 1  | Il cuore di Naraku 「奈落の心臓」 - Naraku no shinzō | 3 ottobre 2009   | 13 novembre 2010 |
| 168 | 1  | Kagura fa la guardia alla prigione di Goryomaru sotto ordine di Naraku e, quando si chiede il motivo della prigionia e perché gli fa assorbire i demoni, arriva Hakudoshi e le suggerisce di liberarlo, così i due convincono la donna ad allearsi per tradire Naraku raccogliendo i frammenti rimanenti e sconfiggerlo. Moryomaru intercetta Koga e tenta di strappargli i frammenti, ma Kikyo interferisce nella battaglia; allo stesso tempo Hakudoshi riesce a rubare il frammento di Kagome in un attimo di distrazione. Intanto Kohaku, che cacciava demoni per conto di Naraku, libera un bambino sottomesso da un parassita; poco dopo sopraggiunge Kagura, intenzionata a prendergli il frammento che lo tiene in vita. Durante lo scontro Kohaku spiega le ragioni del suo obiettivo e Kagura allora distrugge il cristallo di aura che gli aveva consegnato e lo lascia fuggire, non sapendo però che Hakudoshi ha ascoltato tutto. Tenta di ucciderla per l'ennessimo tradimento, tuttavia ella viene tratta in salvo da Inuyasha; a questo punto interviene Goryomaru, che si rivela essere Moryomaru, e fugge con il frammento all'inseguimento di Kohaku, mentre Hakudoshi si occupa degli altri e con uno stratagemma riesce a imprigionare Kagura nella sua barriera. Ella si affretta a raccontare il piano del ragazzino: rafforzare i poteri di Moryomaru, la corazza del bambino, per poi prendere il posto di Naraku. A un certo punto la barriera di Hakudoshi scompare e i Saimyosho si allontanano, tutto per volontà di Naraku, perciò Inuyasha lo fa a pezzi e Miroku lo risucchia nel vortice. Poco dopo, durante la colluttazione con Moryomaru, finalmente Sango scopre che il fratello ha riacquistato la memoria. |                  |                  |
| 169 | 2  | Il vento di Kagura 「神楽の風」 - Kagura no kaze | 10 ottobre 2009  | 13 novembre 2010 |
| 169 | 2  | Il gruppo al villaggio degli sterminatori indaga su un'anomalia nella cava di Midoriko, al cui interno è presente un bozzolo di Shinidamachu che raccoglie l'anima della sacerdotessa decaduta e la porta a Kikyo. Quest'ultima ha scoperto che la ferita che Naraku le ha inferto sul monte Hakurei si è riaperta, così fonde la sua anima con quella di Midoriko per richiuderla temporaneamente e avverte Inuyasha che l'unico modo per uccidere Naraku è cancellare la sua anima con la Sfera dei Quattro Spiriti completa. Nel frattempo Kohaku, guidato dalla volontà del frammento, decide di seguire Kikyo per portare a termine la missione. Koga intanto prende possesso di Goraishi, un'arma degli antenati Yoro, lasciata come cimelio nel cimitero dei lupi, e ottiene la protezione degli spiriti atavici per quando le sue gambe verranno bloccate dalla volontà di Midoriko, ma potranno farlo soltanto una volta. Kagura durante la sua fuga si trova davanti Naraku, che un attimo dopo averle restituito il cuore le infligge una ferita mortale con i suoi tentacoli. Moryomaru riporta in vita con un frammento di carne Meioju, un demone-tartaruga con la corazza più potente del mondo e lo ingloba ottenendo la sua corazza, così viene scovato da Sesshomaru con il cristallo di aura e i due iniziano a lottare. Sesshomaru, con Tokijin, non riesce a scalfire la corazza, inoltre la sua energia demoniaca viene assorbita dal corpo di Moryomaru; il demone-cane però continua a colpirlo fino a fargli esplodere il corpo per l'energia assorbita riuscendo addirittura, in un momento di rabbia, a scheggiare Meioju, a scapito però di Tokijin che si spezza. Kagura intanto finisce in un campo di fiori a morire, non prima di avere rivisto per l'ultima volta Sesshomaru. |                  |                  |
| 170 | 3  | Meido Zangetsuha 「冥道残月破」 - Meidō Zangetsuha | 17 ottobre 2009  | 20 novembre 2010 |
| 170 | 3  | Totosai raggiunge Sesshomaru attirato dal richiamo di Tenseiga, poiché quest'ultima ha percepito il cambio nell'animo del demone-cane durante la morte di Kagura. Il fabbro quindi riforgia Tenseiga in un'arma che subito Sesshomaru mette alla prova; Meido Zangetsuha (Luna del mattino che conduce all'aldilà), una tecnica che apre un varco con il regno dei morti e spedisce i nemici direttamente nell'aldilà. Attualmente la tecnica ha la forma di uno spicchio di luna e per essere completa deve avere una forma circolare. Intanto il nonno di Kagome racconta che per fare svanire la Sfera dal mondo si deve chiedere al gioiello il "desiderio corretto", di cui però nessuno è a conoscenza. In seguito il gruppo alloggia in un Ostello di volpi in cui Shippo fa un esame di Kitsune infastidendo Inuyasha, che allora vuole punirlo a tutti costi; così poco dopo Mujina, una ragazza demone-tasso, approfitta di Shippo per assorbire il potere di Tessaiga con la spada Dakki. Inuyasha smaschera la vera identità di Mujina, cioè un vecchio tasso, e distrugge la Dakki, ma rimane colpito dal potere di quella spada. |                  |                  |
| 171 | 4  | Tessaiga scaglie di drago 「竜鱗の鉄砕牙」 - Ryūrin no Tessaiga | 24 ottobre 2009  | 20 novembre 2010 |
| 171 | 4  | Inuyasha si rivolge a Totosai per indagare sulla spada Dakki incompleta e viene indirizzato dal fabbro spadaio Toshu; quest'ultimo, per creare le spade, fonde le lame con una scaglia di Ryujin (un demone drago). Il Ryujin proprietario della spada viene a reclamare la Dakki e incalza un combattimento con Inuyasha, che riesce a sconfiggerlo con l'onda Bakuryuha dopo che il demone-drago ha incanalato e respinto il potere demoniaco di Tessaiga. A questo punto Toshu uccide il Ryujin assorbendo il suo potere completando la Dakki e inizia a fronteggiare Inuyasha, che si trova in netta difficoltà, in quanto a ogni incrocio di lame Dakki assorbe energia demoniaca, mentre Tessaiga si corrode, ormai arrivata al limite e quasi distrutta. Inuyasha allora, sfruttando un'incrinatura, riesce a battere Toshu con un colpo di fortuna dovuto al rigetto della spada sul proprietario, così riassorbe il suo potere e ottiene le Scaglie di Drago. Intanto fa il suo ingresso Byakuya dell'illusione, che dopo avere fatto sterminare alcune Tribù Yoro costringe Kai a sconfiggere Koga con un frammento, in cambio della vita del fratellino Shinta. Dopo alcune peripezie la battaglia si sposta da Moryomaru, che viene in possesso del frammento di Kai (avendone così due); inoltre Koga è sotto effetto della volontà di Midoriko che gli blocca le gambe. Come se non bastasse Moryomaru assorbe i dardi del Kongosoha di Tessaiga. Inuyasha e Koga combinano i poteri di Tessaiga Scaglie di Drago e di Goraishi e riescono a mettere in fuga il nemico, tuttavia Tessaiga ogni volta che assorbe energia si surriscalda e alla fine rigetta tutto il potere su Inuyasha, che rimane gravemente ferito. |                  |                  |
| 172 | 5  | La prova di Yoreitaisei 「妖霊大聖の試練」 - Yōreitaisei no shiren | 31 ottobre 2009  | 27 novembre 2010 |
| 172 | 5  | Inuyasha torna da Totosai per gli effetti collaterali delle Scaglie di Drago, così il fabbro lo indirizza dall'eremita santone Yoreitaisei. Nel frattempo Moryomaru si avvicina a Ginka e Kinka, due particolari demoni con il corpo unificato dalla nascita, che si affrontano a vicenda per ottenere un unico corpo. Il legame del loro sangue consente di rafforzare la corazza di Meioju e rigenerarla, perciò Moryomaru li uccide con qualche difficoltà e li ingloba. Nelle vicinanze Sesshomaru fa la conoscenza di Byakuya e, quando tenta di attaccare Moryomaru, l'illusionista lo fa fuggire per ordine di Naraku. Inuyasha arriva da Yoreitasei per risolvere il problema del rigetto, ma l'eremita sembra impossibilitato ad aiutarlo, in quanto un demone gli ha rubato le sue interiora; così il mezzo-demone decide di recuperarle, ma Yoreitaisei gli impone un sigillo sulla spada. In realtà il tutto è un addestramento del santone per permettere a Inuyasha di imparare a vedere e riconoscere i Vortici Demoniaci (Yoketsu). Alla fine il mezzo-demone, essendo esposto a grandi ondate di energia demoniaca, impara a riconoscerli sconfiggendo un demone bovino e la sua spada viene intrisa dell'aura santa di Yoreitaisei, così da potere dividere in due i normali vortici; inoltre il maestro gli fa capire che Tessaiga è una spada che taglia, cioè da combattimento e che quindi non è fatta per assorbire l'energia. |                  |                  |
| 173 | 6  | La fine di Moryomaru 「魍魎丸の最期」 - Mōryōmaru no saigo | 7 novembre 2009  | 27 novembre 2010 |
| 173 | 6  | Naraku assorbe nel suo corpo Yomeiju, un demone albero in grado di penetrare le barriere con i rami e divorare i demoni; poi si dirige verso Moryomaru e, dopo avere spiegato che aveva previsto il suo tradimento e che lo ha sfruttato in modo che si potenziasse, inizia ad affrontarlo. Non potendosi uccidere entrambi tentano di inglobarsi a vicenda, ma Moryomaru sembra avere la meglio grazie alla sua corazza indistruttibile e riesce ad assorbire Naraku. Inuyasha e Koga si lanciano all'attacco, ma questa volta Moryomaru è più forte; inoltre Inuyasha non riesce a vedere i vortici demoniaci a causa della gemma Fuyoheki che li rende invisibili. Nel frattempo Kikyo attende che i frammenti di Koga vengano riuniti per poi usare quello di Kohaku che lo tiene in vita e purificare la sfera, ma Kagome la convince a desistere. Inuyasha usa le Scaglie di Drago per assorbire il potere di Goraishi e sferrarlo su Moryomaru; quest'ultimo intrappola Koga e fugge, resosi conto che la corazza sta cedendo perché in realtà non sta facendo uso del potere della Sfera. A questo punto Naraku si rivela all'interno, spiegando che lo sta assorbendo da dentro grazie a Yomeiju, così Naraku ingloba Moryomaru mostrandosi a tutti. Koga, in balia del miasma e della volontà di Midoriko, viene purificato da una freccia di Kagome e finalmente riceve la divina protezione degli Antenati Yoro liberandosi. Naraku tenta di fuggire ma Miroku apre il vortice, deciso più che mai a risucchiare il bambino attaccato alle protuberanze per mettere fine al nemico, sia per sé stesso sia per evitare che Kohaku perda la vita. Il monaco inizia a perdere sangue da tutti i pori a causa del veleno riuscendo a risucchiare Fuyoheki, fino a quando però Inuyasha lo blocca un attimo prima che muoia. Kikyo sostiene che il miasma ha quasi raggiunto il cuore e che, anche se lo purifica, il suo corpo non tornerà mai più come prima. |                  |                  |
| 174 | 7  | Il mausoleo del monte Azusa 「梓山の霊廟」 - Azusa yama no reibyō | 14 novembre 2009 | 4 dicembre 2010  |
| 174 | 7  | Kikyo fa passare il miasma di Miroku nel suo corpo e lo purifica all'interno; poco più tardi spiega al monaco che anche se ha rimosso il veleno non è riuscita a purificare quello in profondità e che ogni voltà che userà il vortice le cicatri si ramificheranno fino a raggiungere il cuore e ucciderlo. Il monaco decide di non rivelare a Sango questo segreto. Naraku torna alle macerie dell'Hakurei e si riprende la parte di anima di Onigumo che vi aveva sepolto in passato, perché si è accorto del piano di Kikyo, così capisce che ha bisogno delle emozioni terrene malvagie del brigante per potere uccidere Kikyo definitivamente. Naraku inizia a diramare le sue ragnatele e colpisce l'animo di Inuyasha; più tardi riesce con un abile stratagemma a colpire anche Kikyo, che così si deve dividere da Kohaku lasciandolo ai suoi shikigami Kocho e Asuka per non rischiare di contaminare il suo frammento. La sacerdotessa si rifugia in un tempietto tentando invano di purificare la tela; Inuyasha sopraggiunge e così facendo Kikyo perde la concentrazione e le si riapre la ferita infertale sul monte Hakurei. Anche Kagome viene infettata dai pensieri impuri in modo da non potere purificare la sacerdotessa, tutto come aveva pianificato Naraku. Kagome allora si dirige sul monte Azusa, dove è presente un arco sacro custodito in un mausoleo, tuttavia lo spirito del monte prima di accettare la ragazza la mette alla prova creando un'illusione di Kikyo. Intanto Byakuya attacca Kohaku ormai del tutto impotente, ma viene salvato da Sesshomaru. |                  |                  |
| 175 | 8  | Fra le stelle lucenti 「星々きらめきの間に」 - Hoshiboshi kirameki no aidani | 21 novembre 2009 | 4 dicembre 2010  |
| 175 | 8  | Kagome ha ottenuto l'arco del monte Azusa dopo avere superato una prova; nel frattempo le ragnatele di Naraku raggiungono Kikyo e gli altri e li intrappolano trasportandoli lontano dal monte dove ha inizio la battaglia con Naraku, il quale tiene fra le braccia la sacerdotessa con l'intento di ucciderla per sempre. Koga attacca Naraku con Goraishi senza però riuscire a danneggiarlo, dal momento che il nemico fa uso di un braccio di Kongosoha ereditato da Moryomaru. A un certo punto le gambe di Koga vengono bloccate dalla volontà di Midoriko, così Naraku ne approfitta per afferrarlo per prendere i frammenti. Kikyo nota la luce purificatrice di Midoriko e attende che Naraku inglobi i frammenti per poi colpirlo, tuttavia riesce a scampare alla purificazione dopo avere toccato un frammento; in quell'istante sopraggiunge Inuyasha che con Tessaiga Scaglie di Drago fende il vortice demoniaco di Naraku che unito al potere purificatore delle schegge di Koga apre il corpo di Naraku ove è presente la sfera incompleta. Koga ne approfitta per colpire la sfera usando i frammenti delle sue gambe, ma Naraku abilmente la nasconde nel corpo di Kikyo e la lascia cadere. Koga, ormai in preda al miasma, sta per essere inglobato, allora Miroku usa il vortice estendendo la sua ferita ma liberando il demone-lupo dal veleno che così potrebbe liberarsi, se non fosse che le sue gambe si sono quasi fuse al corpo di Naraku. Kagome localizza la sfera e lancia una freccia con il nuovo arco; Kikyo sfrutta la freccia per purificare la sfera e lanciarla sul nemico con il proposito di purificarlo a morte. In seguito ad alcuni sforzi la malvagità di Naraku sconfigge la forza di Kikyo e riesce anche a strappare i due frammenti di Koga. Dopo uno straziante saluto Kikyo si dissolve per sempre. |                  |                  |
| 176 | 9  | Sesshomaru nell'aldilà 「冥界の殺生丸」 - Meikai no Sesshomaru | 28 novembre 2009 | 11 dicembre 2010 |
| 176 | 9  | Koga, raggiunto da Ginta e Hakkaku, ora che ha perso i frammenti decide di abbandonare per sempre questa battaglia salutando gli amici dopo avere spronato Inuyasha a risollevarsi. Nel frattempo Sesshomaru viene raggiunto da un demone-cane che si rivela essere sua madre, questa racconta di avere avuto istruzioni dal Grande Demone Cane prima che morisse per aiutare Sesshomaru a completare la Meido Zangetsuha. Arrivati al suo castello la madre del demone evoca un segugio dell'aldilà che porta Kohaku e Rin negli inferi, così Sesshomaru corre a salvarli; tuttavia, nel regno dei morti, i normali esseri umani non possono sopravvivere. Kohaku rimane in vita grazie al frammento, mentre Rin muore istantaneamente. Sesshomaru prova a salvarla con Tenseiga, ma stranamente la spada non gli fa vedere gli spettri dell'aldilà. Il demone-cane disperato riesce a sconfiggere il guardiano degli inferi per recuperare almeno il suo corpo e fare ritorno fuori; facendo questo riesce quasi a completare il Meido. Una volta fuori la madre gli spiega che Tenseiga può riportare una sola volta in vita le persone e che lo scopo della prova era quello di provare pietà. Ella infine usa la Pietra dell'aldilà per riprendere la vita di Rin rimasta negli inferi, inoltre confessa a Kohaku che anche lui non può essere resuscitato con Tenseiga. |                  |                  |
| 177 | 10 | Fiori colmi di tristezza 「悲しみに濡れる花」 - Kanashimi ni nureru hana | 5 dicembre 2009  | 11 dicembre 2010 |
| 177 | 10 | Naraku si rende conto che il puntino di luce che Kikyo ha lasciato nella sfera minaccia la sua vita nonostante la sacerdotessa sia ormai defunta. Inuyasha e gli altri vanno a riposarsi in un villaggio circondato di fiori profumati in cui i paesani accettano di farli alloggiare per la notte. In realtà tutta la popolazione è tenuta sotto scacco da Kao, ovvero Il principe dei fiori: egli è un demone che tramite i rovi dei fiori si nutre della tristezza della gente facendo loro provare felicità prima di divorarli. Dopo alcune peripezie Inuyasha e Kagome riescono a sconfiggere Kao; il mezzo-demone comprende di non essere il solo a soffrire per la fine di Kikyo. Intanto Kanna riceve un ordine di Naraku tramite Byakuya: evocare il Demone dello Specchio e inviarlo contro Inuyasha per distruggere lui e Tessaiga definitivamente. Il demone dello specchio si mostra e crea una "copia" di Tessaiga che oltretutto usa i suoi poteri e ne priva l'originale degli stessi, mettendo in fuga il gruppo. |                  |                  |
| 178 | 11 | La lapide di Kanna 「神無の墓標」 - Kanna no bohyō | 12 dicembre 2009 | 18 dicembre 2010 |
| 178 | 11 | Il gruppo si nasconde in una grotta protetta da una barriera innalzata da Miroku; poco dopo si fa vivo il demone dello specchio che infrange la barriera con Tessaiga Rossa. Inuyasha si lancia all'attacco e dopo essere scaraventato via si ritrova con il volto trasformato in demone, ma con la mente perfettamente lucida; il mezzo-demone capisce che è Tessaiga a richiamare il suo potere demoniaco per combattere insieme. Il demone usa le Scaglie di Drago per fendere il vortice demoniaco di Inuyasha ora che è trasformato, ma il mezzo-demone scansa facilmente gli attacchi grazie alla sua velocità e ferisce più volte l'avversario, che però sembra non subire i danni. Gli effetti vengono trasferiti sul corpo di Kanna che a poco a poco si sta sfaldando, tuttavia il demone dell'evanescenza non fa una piega e continua a ordire gli attacchi usando l'ombra dello specchio per colpire Tessaiga e distruggerla, motivo per cui fu in principio creata da Naraku. Anche Tessaiga inizia a incrinarsi; Kagome allora interviene facendo chiudere l'ombra. Inuyasha allora spezza la copia di Tessaiga riprendendosi i poteri. A questo punto il combattimento sembra essere concluso; Naraku però ordina a Kanna di lasciarsi esplodere per trascinare con sé nella morte anche il gruppo, fallendo però il tentativo. Durante l'esplosione un frammento di specchio finisce nell'occhio di Kagome e le trasmette l'ultima previsione di Kanna: "La luce ucciderà Naraku". |                  |                  |
| 179 | 12 | I sentimenti di Sango e la decisione di Miroku 「珊瑚の想い 弥勒の覚悟」 - Sango no omoi Miroku no Kakugo | 19 dicembre 2009 | 18 dicembre 2010 |
| 179 | 12 | Durante la notte del novilunio Sango e Miroku si trovano alle prese con due demoni mangia ossa, padre e figlia, di cui il primo si sta disintossicando da un veleno divorando ossa di qualità; quando quest'ultimo nota che Hiraikotsu è l'unione di una moltitudine di demoni prova a divorarlo. Sango, con le spalle al muro, si trova costretta a spalmare un potente veleno demoniaco sul suo boomerang e scagliarlo sull'avversario, che appena lo afferra si corrode assieme all'arma. Myoga scorta il gruppo da Yakurodokusen, un eremita santone esperto di veleni in grado di riparare l'arma. Yakurodokusen accetta di riparare Hiraikotsu quando scopre che il boomerang è di Sango, così mette l'arma nelle anfore di sakè e fa entrare la sterminatrice in un'altra, dove affronta gli spiriti dei demoni di Hiraikotsu. Nel frattempo Miroku beve una pozione che gli permette di non avvertire più i dolori causati dal miasma di Naraku nel suo corpo, ma senza annullarne gli effetti. La simbiosi delle pozioni di Yakudosen fa sì che Miroku riesca a bere il veleno e Sango ottenga il nuovo Hiraikotsu. |                  |                  |
| 180 | 13 | Il meido completo 「完全な冥道」 - Kanzen na meidō | 26 dicembre 2009 | 25 dicembre 2010 |
| 180 | 13 | Dopo che Sesshomaru ha attraversato gli inferi il diametro della Meido Zangetsuha si è esteso quasi del tutto, ma più di così non riesce ad andare; viene allora "invitato" da Shishinki, il vero possessore della tecnica che lui può lanciare da uno scettro, sempre a forma di luna ma con un diametro molto piccolo che però è in grado di assorbire quella di Sesshomaru incompleta. Egli gli spiega che fu il Grande Demone Cane a sottragli il colpo con Tessaiga che ha il potere di assorbire le tecniche. Poco dopo grazie a Myoga si scopre che il Generale Cane creò Tenseiga dividendola da Tessaiga e sigillò lì il potere della Meido poiché Inuyasha, in quanto mezzo-demone, non sarebbe stato in grado di gestirla e di completarla, lasciandola a Sesshomaru affinché fosse lui a renderla completa. Durante lo scontro Shishinki lancia una moltitudine di Meido verso Sesshomaru e Inuyasha; tuttavia, con la risonanza di Tessaiga lì vicino, Tenseiga sferra una Meido Zangetsuha completa risucchiando quelle del nemico e lo stesso Shishinki. |                  |                  |
| 181 | 14 | Sulle tracce di Naraku 「奈落の追撃」 - Naraku no tsuigeki | 4 gennaio 2010   | 25 dicembre 2010 |
| 181 | 14 | Sesshomaru si rivolge a Totosai per sapere se i suoi sospetti siano fondati; secondo la volontà del Grande Demone Cane, ora che il Meido è completo, la tecnica dovrà essere riassorbita da Tessaiga, divenendo quindi di Inuyasha. Rin, Jaken e Kohaku sono rimasti soli, così Naraku ne approfitta per prendere l'ultimo frammento attaccando il giovane sterminatore di persona. Tuttavia, quando tenta di strappargli il frammento, un suo tentacolo viene distrutto e il frammento purificato, questo grazie al puntino di luce presente nella Sfera incompleta di Naraku lasciato da Kikyo. Nel frattempo anche il gruppo di Inuyasha arriva sul posto, ma è ostacolato da Byakuya, così solo Sango arriva faccia a faccia con l'antagonista. Kohaku è di nuovo sotto l'influsso di Naraku; Sango allora lancia il suo "nuovo Hiraikotsu" che, avvolto da uno strano veleno (che poi si scopre essere di Yakurodokusen), distrugge il corpo di Naraku e non gli permette di ricomporre i suoi pezzi mettendolo addirittura in fuga. |                  |                  |
| 182 | 15 | Il legittimo erede 「正統なる継承者」 - Seitō naru keishōsha | 11 gennaio 2010  | 1º gennaio 2011  |
| 182 | 15 | Sesshomaru riceve la visita di Byakuya dell'illusione, che gli fa dono di un frammento del demone dello specchio di Kanna. Il demone-cane lo sparge su Tenseiga, crea una copia di Tessaiga e sfida Inuyasha in un combattimento mortale per verificare una volta per tutte se è degno di Tessaiga e quindi della tecnica Meido Zangetsuha. Byakuya trasferisce i due in un altro luogo. Inuyasha si trova in netta difficoltà, poiché la sua Tessaiga viene privata di tutti gli attacchi, così la spada richiama il suo potere demoniaco facendo fluire la forza in Tessaiga; in questo modo incrociando la sua katana con quella di Sesshomaru, inizia a riprendersi i suoi poteri. Sesshomaru a questo punto sferra una Meido Zangetsuha che inghiotte Inuyasha; il mezzo-demone, grazie al potere delle scaglie di drago, riesce quasi a sopprimere il Meido, ma Naraku interviene ferendolo alle spalle con Kongosoha tramite Tenseiga. Sesshomaru entra nella via dell'aldilà e fa in modo che Inuyasha rompa Tenseiga in modo che acquisisca la tecnica, poiché ha capito che lui è il degno possessore. Inuyasha, ora padrone della tecnica, grazie alla luce di Tenseiga riesce a riaprire il Meido. |                  |                  |
| 183 | 16 | La barriera di Hitomiko 「瞳子の結界」 - Hitomiko no kekkai | 18 gennaio 2010  | 1º gennaio 2011  |
| 183 | 16 | Naraku uccide la sacerdotessa Hitomiko con la sua ragnatela; lui e quest'ultima si erano già incontrati quindici anni prima. Naraku riporta in vita Hitomiko come non-morta e la istiga a uccidere Kagome poiché impaurito dal potere dell'arco preso al monte Azusa. Hitomiko riesce a intrappolare Kagome nella sua barriera e le rivela che nel suo nome è confinato un kotodama, cioè un potere mistico nascosto in lei fin dalla nascita e le rivela inoltre che non riesce a usare il potere di quell'arco. A questo punto Hitomiko tenta di ucciderla; Kagome però capisce il volere della sacerdotessa, individua Naraku grazie al suo potere nascosto e scocca una freccia che scompare e riappare direttamente sul demone. Hitomiko, prima di morire di nuovo, spiega a Kagome che ha mostrato il suo vero potere solo quando ha scoccato la freccia, poiché qualcosa lo tiene sigillato. |                  |                  |
| 184 | 17 | La malvagia volontà di Magatsuhi 「曲霊の邪念」 - Magatsuhi no janen | 25 gennaio 2010  | 8 gennaio 2011   |
| 184 | 17 | Inuyasha racconta a Kaede di Kikyo e del sigillo spirituale di Kagome. La vecchia sacerdotessa spiega che probabilmente è stata la parte maligna della sfera temendo il potere innato di Kagome. Naraku intanto fa materializzare Magatsuhi dalla sfera, dandogli in prestito i frammenti del suo corpo. Magatsuhi si dirige direttamente a prendere il frammento di Kohaku senza badare troppo agli altri; Sesshomaru nel combattimento corpo a corpo si trova in netta difficoltà venendo ferito diverse volte. Kohaku interviene, ma al solo tocco dei tentacoli dell'essere con il suo frammento egli sviene, inquinato di malvagità. A questo punto arriva il gruppo di Inuyasha: Kagome tenta di purificare Kohaku senza riuscirvi e al solo sguardo di Magatsuhi anche lei perde i sensi. Sesshomaru, rimasto umiliato, guarisce le sue ferite e si trasforma staccando a morsi la testa dell'avversario, che però rimane tranquillamente in vita e strangola il demone-cane che è così costretto a sciogliere la trasformazione. Inuyasha vorrebbe usare Meido Zangetsuha, ma Magatsuhi si divide e non ne permette l'uso; allora Sesshomaru scopre l'entità spiritica e usa Tenseiga, che può colpire esseri che non sono di questo mondo riuscendo a ferirlo. In tutta risposta il nemico lo trafigge mortalmente e cerca di inglobarlo, finché a un certo punto Magatsuhi si trova distrutto dall'interno. Sesshomaru è uscito con un nuovo braccio e una nuova spada creata dal suo corpo; Bakusaiga. Il colpo della spada ha effetto distruttivo continuo che distrugge tutto il resto del corpo mettendo in fuga Magatsuhi. |                  |                  |
| 185 | 18 | La cosa più importante 「人生の一大事」 - Jinsei no ichidaiji | 1º febbraio 2010 | 8 gennaio 2011   |
| 185 | 18 | Kagome si riprende dopo avere perso i sensi nello scontro con Magatsuhi, ma non ha più i suoi poteri mistici a causa di un sigillo; difatti non riesce a purificare il frammento corrotto di Kohaku che rimane quindi svenuto. Sesshomaru intanto parte alla ricerca di Magatsuhi lasciando Jaken e Rin al villaggio di Kaede. Kagome torna nella sua epoca per fare un esame; qui però non trova nessuno, perché i suoi sono andati alle terme, così resta sola finché non arriva Inuyasha e tra i due ci sarà un momento quasi intimo. Il mezzo-demone le propone di rimanere nella sua era finché non sarà sconfitto Naraku perché preoccupato per la sua sorte, ma la ragazza non accetta. Comunque Inuyasha spiega che probabilmente, quando Kikyo morì, la sfera sfruttò i sentimenti della sacerdotessa, cioè l'attaccamento per Inuyasha, per reincarnarsi in Kagome e tornare nell'epoca Sengoku; inoltre il desiderio di Kikyo di non volere più combattere ha fatto sigillare alla nascita il massimo potere di Kagome. In seguito Kagome svolgerà con successo il suo esame, ma non prima di avere qualche grana con il tesserino. |                  |                  |
| 186 | 19 | Il frammento di Kohaku 「琥珀の欠片」 - Kohaku no kakera | 8 febbraio 2010  | 15 gennaio 2011  |
| 186 | 19 | Kagome tenta di preparare una cena deliziosa per Inuyasha nell'era moderna, ma lui trova il modo di incasinare tutto. Nell'epoca Sengoku Magatsuhi con un diversivo riesce a entrare nel corpo privo di sensi di Kohaku, per "consegnarlo" a Naraku insieme al suo frammento. Durante la colluttazione Sango viene ferita dalla Kusarigama mutata di Kohaku, mentre Miroku aspira l'aura demoniaca di Magatsuhi, aprendo il diametro del Vortice del Vento al limite e portando la ferita di miasma quasi al cuore. Allo stesso tempo Byakuya guadagnava tempo con Sesshomaru attirandolo con un frammento di carne di Magatsuhi e con la sua arte illusoria (utilizza anche mille demoni, ma il demone-cane li spazza via tutti con un colpo di Bakusaiga). Kagome e Inuyasha si lanciano all'inseguimento di Kohaku, giungendo in un luogo dove si cela Naraku. Magatsuhi fa resistenza, rivelando che se Kohaku si risvegliasse dalla possessione morirebbe, poiché da quando è svenuto rivive ciclicamente il momento in cui ha trucidato i suoi cari. Tuttavia il frammento di luce di Kikyo rimasto nel frammento aiuta Kohaku a reagire, supportato anche da Sango appena accorsa lì. Il giovane sterminatore, risvegliato, riesce sempre con l'aiuto del frammento a buttare fuori Magatsuhi, rischiando il suicidio. |                  |                  |
| 187 | 20 | Il completamento della Sfera dei Quattro Spiriti 「四魂の玉が完成する時」 - Shikon no Tama ga kanseisuru toki | 15 febbraio 2010 | 15 gennaio 2011  |
| 187 | 20 | Mentre Kohaku precipita i tentacoli di Naraku celato nell'oscurità tentano di afferrarlo, ma vengono tagliati. A questo punto arriva Sesshomaru, che schernisce Magatsuhi perché ha paura di Tenseiga. Il glaciale principe dei demoni lo colpisce con un fendente di Tenseiga mettendolo in fuga; nel frattempo anche Naraku sembra scomparso, dopo che Inuyasha ha spedito negli inferi ciò che si celava nell'oscurità con Meido Zangetsuha. Sesshomaru si dirige al villaggio di Kaede per Rin, ma scopre che quest'ultima poco prima è stata posseduta e portata via dalla presenza demoniaca latente di Magatsuhi rimasta in Miroku. Sesshomaru capisce che Rin in ostaggio è un modo per tenere a freno i poteri distruttivi di Meido Zangetsuha e Bakusaiga. Kohaku, oramai salvo, è pronto a continuare la sua vita superando i traumi, ma da alcuni frammenti di carne di Naraku rimasti nei paraggi il frammento nel collo di Kohaku viene sfilato e ricongiunto con la sfera, finalmente completa e priva di qualunque luce pura. Kagome, in lacrime, indica la posizione di Naraku a Inuyasha, che tenta disperatamente di ucciderlo con un Meido Zangetsuha, che però il demone riesce a evitare. Mentre Sango è disperata per la morte del fratello il cuore di quest'ultimo riprende a battere; infatti la luce di Kikyo è rimasta in lui tenendolo in vita e lasciando ai protagonisti il compito di uccidere Naraku. |                  |                  |
| 188 | 21 | Dentro il corpo di Naraku 「奈落の体内へ」 - Naraku no tainai e | 22 febbraio 2010 | 22 gennaio 2011  |
| 188 | 21 | Naraku riguarda alla sua nascita e al completamento della sfera, ora nelle sue mani interamente corrotta al punto che Magatsuhi (adesso nel corpo di Rin) non può più rientrarvi. Intanto Kagome, prima della battaglia finale, si diploma e festeggia con le sue amiche, salutando Hojo che andrà in un liceo differente, dicendogli che saranno "amici" per sempre. Naraku, con la sfera, completa trasforma il suo corpo, divenendo un ragno gigante dall'esterno. Il gruppo e Sesshomaru (compreso Byakuya che era fuori) entrano dalla bocca invitati dal loro antagonista; il grande corpo di Naraku diviene quindi il campo di battaglia per lo scontro finale. Arrivati all'interno i protagonisti si scontrano con alcuni cloni di Naraku. Inuyasha e Sango riescono a distruggerli con Kongosoha e con il nuovo potere di Hiraikotsu. Dopo questo Inuyasha vorrebbe mettere fine a tutto con un colpo di Meido Zangetsuha, ma è costretto a rinunciare quando Naraku gli ricorda che Rin è all'interno e rischierebbe di ucciderla; allo stesso modo Sesshomaru non può usare Bakusaiga. Il gruppo viene diviso: Inuyasha e Kagome da una parte e Miroku e Sango dall'altra. Inuyasha, avvicinandosi alla sfera completa, si trasforma in demone non riconoscendo neanche Kagome, se non come preda da fare a pezzi. Naraku, materializzatosi lì vicino, propone a Kagome di uccidere il suo amato con una freccia di miasma; la ragazza rifiuta, venendo poi ferita da Inuyasha e cadendo dal precipizio in cui era giunta in fuga. |                  |                  |
| 189 | 22 | Naraku: La trappola dell'oscurità 「奈落 闇の罠」 - Naraku Yami no wana | 1º marzo 2010    | 22 gennaio 2011  |
| 189 | 22 | Miroku e Sango sono soggetti a una visione illusoria che mostra loro il modo atroce in cui il padre del monaco è morto risucchiato dal vortice. Sango rimane terrorizzata dalla visione, sapendo che è ciò che accadrà anche a Miroku quando il vortice si squarcerà. A seguito di un attacco dei tentacoli di Naraku, che mette in pericolo la vita di Sango, il monaco è costretto a usare il Vortice del Vento arrivando al limite, così decide di dividersi dalla sua amata per evitare di ucciderla nel caso in cui il suo vortice si squarci. Inuyasha, mentre vaga confuso, torna per poco in sé; Naraku gli fa realizzare di avere ucciso Kagome con i suoi artigli. Il mezzo-demone si dispera e Naraku con il potere della sfera lo fa di nuovo trasformare. In realtà Kagome si è salvata grazie all'ultima scintilla di ragione di Inuyasha e viene protetta da Sesshomaru. Intanto la piccola Rin fugge da Magatsuhi e incontra Inuyasha che sembra volerla attaccare, ma in realtà colpisce Magatsuhi; quest'ultimo allora, non avendo un corpo fisico, penetra in quello di Inuyasha prendendone possesso. Arriva quindi Sesshomaru che incalza un combattimento: Magatsuhi usa subito il Meido Zangetsuha, ma la voce di Kagome porta Inuyasha a virare il colpo, che si esurisce quindi su una parte del grande corpo di Naraku, e l'apertura permette l'entrata di Jaken, Kohaku e Shippo. Abbandonata Tessaiga i due continuano a combattere; a questo punto la ferita di Kagome si riapre svegliando Inuyasha, che riprendendo Tessaiga si riappropria del corpo. Magatsuhi tenta di spostarsi in Kagome, ma con il potere delle Scaglie di Drago Inuyasha lo intrappola nel suo Vortice Demoniaco, permettendo a Sesshomaru di ucciderlo con Tenseiga. |                  |                  |
| 190 | 23 | Naraku e la trappola della luce 「奈落 光の罠」 - Naraku Hikari no wana | 8 marzo 2010     | 29 gennaio 2011  |
| 190 | 23 | Con la morte di Magatsuhi Kagome riottiene i suoi poteri sigillati e il suo contatto con Inuyasha lo fa ritornare normale. Kohaku, Jaken e Shippo, a causa dei movimenti torbulenti del corpo di Naraku, finiscono per rimanere divisi. Byakuya con le sue arti illusorie crea due false luci della Sfera dei Quattro Spiriti che raggiungono Sango e Miroku: il monaco, che stava pensando di usare il Vortice per l'ultima volta per danneggiare Naraku, marcia verso la luce. Stesso discorso per Sango, che vuole rimuovere la maledizione del suo amato e quindi salvarlo. Entrambi giungono di fronte a un falso Naraku che loro credono essere la parte centrale con la sfera, e quindi convinti di avere la possibilità di ucciderlo definitivamente. Prima che Sango usi il suo Hiraikotsu il suo Naraku fa emergere Rin (unica persona vera in quell'illusione) sfidando quindi la sterminatrice a sacrificare la piccola Rin per salvare il monaco, cosa che riporterebbe la sfera nuovamente alla massima corruzione. Dall'altra parte Miroku è in procinto di risucchiare il suo Naraku nel vortice. Kagome e Inuyasha raggiungono il monaco in tempo (grazie a Naraku, che sperava fossero risucchiati) bloccandogli l'apertura del Vortice. Sango dopo varie titubanze decide di sacrificare Rin e quindi lancia Hiraikotsu, ma Kagome individuando la sfera riesce a danneggiare il vero Naraku, annullando le arti illusorie di Byakuya (che ha risentito del colpo). Sesshomaru ha visto tutto e Sango è disposta a farsi uccidere dal demone. Tutti si dirigono verso Naraku, che ha intensificato il suo miasma (Sango chiede perdono a Rin donandogli la sua maschera); inoltre Byakuya usa una spada priva di lama per assorbire il potere di un Meido Zangetsuha lanciato male da Inuyasha. |                  |                  |
| 191 | 24 | La fugace speranza di Naraku 「奈落 儚き望み」 - Naraku Hakanaki nozomi | 15 marzo 2010    | 29 gennaio 2011  |
| 191 | 24 | Sango, avendo ceduto precedentemente a Rin la sua maschera protettiva, accusa il veleno del miasma di Naraku e sviene non appena si ricongiunge ai compagni. Miroku, per salvarla, si getta nelle profondità del corpo di Naraku dove Sango è caduta, separandosi da Inuyasha e Kagome. L'intensità dei sentimenti di amore e disperazione di Sango e Miroku, pronti ad accettare la loro morte per causa del vortice del vento, dona nuova forza a Naraku tale che neanche il Meido Zangetsuha ha effetto su lui. Naraku si prepara ad assorbire completamente la sfera, tuttavia il suo corpo inizia a disintegrarsi. Naraku rivela che la sfera non potrebbe essere distrutta neanche se lui stesso morisse. Inuyasha colpisce il nemico nuovamente con il Meido Zangetsuha (che adesso ha forma di lama, segno che Inyasha è riuscito finalmente a padroneggiare la tecnica). La sfera compare dove Naraku ha subito il colpo e Kagome gli chiede quale fosse il desiderio che ha espresso alla sfera mentre si prepara a colpirla con una delle sue frecce, ma il corpo di Naraku comincia a collassare dall'interno, anche grazie ai colpi di Bakusaiga inferti da Sesshomaru. Byakuya compare improvvisamente alle spalle di Kagome e sferra un colpo con la spada con cui aveva assorbito il Meido Zangetsuha di Inuyasha, ma apparentemente il colpo non causa danni a Kagome. Inuyasha usa Tessaiga per spedire Byakuya negli inferi, che muore affermando di non avere alcun rimpianto poiché ha adempiuto al proprio dovere. Intanto Miroku, Sango e Kirara si ricongiungono con Shippo, che usa gli antidoti regalati da Jinenji per farli guarire dall'effetto del miasma. Inoltre Miroku sente la ferita del vortice del vento alleviarsi, segno che la maledizione sta per essere spezzata. Sango, Miroku, Sesshomaru e il suo gruppo si ricongiungono con Inuyasha e Kagome e si preparano tutti insieme ad affrontare per l'ultima volta Naraku. |                  |                  |
| 192 | 25 | Desideri inesauditi 「届かぬ想い」 - Todoka nu omoi | 22 marzo 2010    | 5 febbraio 2011  |
| 192 | 25 | Naraku riesce a fondere la sua anima con la sfera e scaglia ammassi di miasma che si fanno sempre più pericolosi. Sesshomaru ordina a Koaku di condurre Rin e Jaken fuori dal corpo di Naruku. Prima di adempiere all'ordine ricevuto Koaku e Rin offrono le loro maschere antigas a Miroku e Sango prima di allontanarsi definitivamente dallo scontro. Una volta all'esterno Kohaku nota che l'enorme ragno che costituisce il corpo di Naraku ormai sta collassando. Tuttavia esso si dirige verso il villaggio di Kaede e le parti del corpo smembrato precipitano al suolo, uccidendo tutto ciò con cui vengono a contatto. Inuyasha e gli altri fuoriescono dal corpo di Naraku per proteggere il villaggio dalle masse di miasma. Tuttavia, per quante volte Naraku venga colpito, si rigenera, mentre la sfera rimane intatta. Kagome la individua e scaglia una freccia sacra che la colpisce, purificando il miasma. Naraku rivela un istante prima di morire che aveva già espresso il suo desiderio alla sfera dei quattro spiriti nel momento in cui Byakuya ha colpito Kagome con la lama con cui aveva assorbito il Meido Zangetsuha di Inuyasha. Naraku finalmente è morto e la maledizione del vortice di Miroku è spezzata definitivamente. Tuttavia alle spalle di Kagome compare il Meido che la inghiotte e, con lei, scompare anche il pozzo mangiaossa (anche nel presente). Inuyasha si getta negli inferi per ritrovare Kagome, che intanto ha vissuto un'illusione in cui si trova al liceo, per poi ritrovarsi di fronte alla sfera dei quattro spiriti che le suggerisce di esprimere il desiderio di tornare nella sua epoca, altrimenti rischierà di rimanere nell'oscurità per sempre. Inuyasha incontra alcuni demoni che gli rivelano che, se Kagome esprimesse il desiderio di essere salvata, essa verrà condotta dove si trova Inuyasha (ossia l'interno della sfera stessa), dove continuerà a combattere con i demoni al suo interno per l'eternità in un ciclo infinito fino a quando un nuovo possessore reclamerà la sfera con intenti malvagi. Inuyasha continua a combattere con i demoni sperando di sconfiggerli definitivamente e di raggiungere Kagome prima che esprima il suo desiderio alla sfera. |                  |                  |
| 193 | 26 | Verso il futuro 「明日へ」 - Ashita e | 29 marzo 2010    | 5 febbraio 2011  |
| 193 | 26 | Kagome, risucchiata dal meido, si trova nel nulla dinnanzi alla Sfera dei Quattro Spiriti. Essa parla con Kagome chiedendole di esprimere il desiderio, che la gemma avrebbe esaudito, di tornare a casa nella sua era, unico modo per non rimanere intrappolata nel nulla. Intanto Inuyasha vede i demoni della sfera combattere con Midoriko; essi spiegano che nel momento in cui Kagome esprimerà un desiderio egoistico alla sfera perderà i voti di sacerdotessa e lei e Naraku (che si trova morto all'interno della sfera) combatteranno per sempre nella sfera come anime dannate ripristinando il ciclo infinito dei quattro spiriti. Kagome, avendo paura dell'oscurità, sta per cedere, ma dopo, grazie ai poteri di Tessaiga, arriva Inuyasha, e le dice di non esprimere alcun desiderio. Kagome tuttavia sa che se non esprime un desiderio non uscirà, così esprime il desiderio che la sfera non esista più. Finito questo Kagome ritorna nella sua era e Inuyasha nella sua. Il pozzo ritorna, ma non si può più attraversare dall'era moderna a quella Sengoku poiché non vi è più alcun collegamento tra i due mondi. Passano tre anni e Kagome, diplomata, capisce che forse nell'ultima occasione in cui poteva tornare nell'altro mondo, non è riuscita perché non era pronta a lasciare i suoi cari e viceversa. Ora che è pronta nota che nel pozzo si vede il cielo così, per l'ultima volta, ritorna nell'era Sengoku, questa volta per sempre, senza potere mai più ritornare nel suo. Segue un epilogo in cui si vede con abiti da sacerdotessa con Inuyasha, presumibilmente sposati. Allo stesso tempo Sango, già sposata con Miroku, ha due gemelle e un altro bimbo appena nato. Sesshomaru affida Rin alle cure di Kaede, ma va spesso a trovarla portandole in dono kimono. |                  |                  |